# Santa Marta tinamu
Santa Marta tinamu (lat. Crypturellus erythropus idoneus) je podvrsta crvenonogog tinamua. 
Mnogi su ga autori prepoznali kao posebnu vrstu i bio je općeprihvaćen kao vrsta, sve do 2006. Te godine SACC predlaže da se ova vrsta izdvoji, pa je sjedinjen s "rodom" Crypturellus erythropus. Živi na sjeveru Južne Amerike, točnije u sjeverozapadnoj Venecueli i sjeveroistočnoj Kolumbiji. 